# Allonautilus perforatus
Allonautilus perforatus é uma espécie de molusco cefalópode nectônico marinho do Indo-Pacífico, pertencente à família Nautilidae e à ordem Nautilida, sendo classificada por Timothy Abbott Conrad, em 1847, sob a denominação de Nautilus perforatus, no texto "Notes on shells, with description of new genera and species", publicado no Journal of the Academy of Natural Sciences Philadelphia, Second Series. 1: páginas 210-214; embora o WoRMS o analise como um nomen dubium. Possui o comprimento máximo de 20.0 centímetros e seu umbílico, como todos no gênero Allonautilus, é bem amplo; porém possui uma concha de nervura altamente distinta de seu congênere, Allonautilus scrobiculatus, que é única dentre os cefalópodes nautiloides existentes.

## Perióstraco
As conchas de Allonautilus scrobiculatus possuem um perióstraco de algas, como se fosse uma cobertura de pequenas epífitas, que lhes dão a aparência de uma pele de tonalidade marrom-amarelada, em geral; daí provindo a denominação crusty nautilus. Não se sabe se as conchas de Allonautilus perforatus apresentam tais características.

## Distribuição geográfica e habitat
Trata-se de uma espécie demersal, habitando uma faixa de águas profundas na região ocidental do Pacífico central, na Indonésia, nas proximidades de Bali.

## O gêneroAllonautilus
Durante os séculos XVIII ao XX as duas espécies de Allonautilus (A. scrobiculatus e A. perforatus) estiveram classificados no gênero Nautilus, porém um espécime coletado com seu corpo junto, em 1984, propiciou um estudo científico por Peter D. Ward e W. Bruce Saunders, em 1997: "Allonautilus: A New Genus of Living Nautiloid Cephalopod and Its Bearing on Phylogeny of the Nautilida" (Journal of Paleontology Vol. 71, No. 6, pp. 1054-1064), demonstrando a existência de diferenças anatômicas significativas entre o então Nautilus scrobiculatus e outras espécies de Nautilus, incluindo diferenças na morfologia branquial e detalhes do sistema reprodutor masculino, além de possuírem conchas mais umbilicadas.

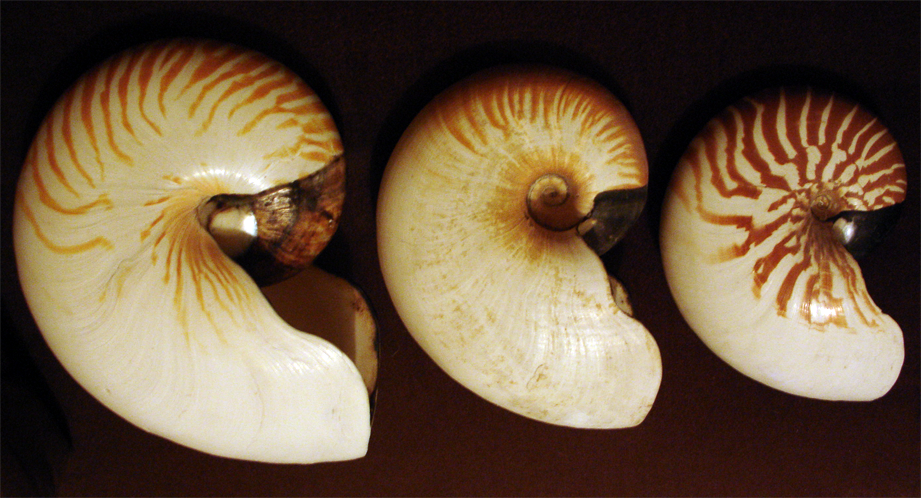
Uma concha de A. scrobiculatus (centro) entre conchas de Nautilus macromphalus (à esquerda) e Nautilus pompilius (à direita).